# Jean-Joseph Dessolles
Jean Joseph Dessolles, 1. markýz Dessolles (3. července 1767 Auch – 3. listopadu 1828 Saulx-les-Chartreux) byl francouzský voják a politik. Byl premiérem Francie od 29. prosince 1818 do 18. listopadu 1819 (10 měsíců a 22 dní).

## Život
Vychovával ho jeho strýc Irénée-Yves de Solle, který byl biskupem v Digne a později v Chambéry. Ač byl šlechtického původu, podpořil francouzskou revoluci. Po vstupu do armády v roce 1792 se zúčastnil italského tažení během války první koalice. Velmi rychle, již 31. května 1797, dosáhl hodnosti brigádního generála. Během války druhé koalice v roce 1800 porazil Rakušany v údolí Valtellina. Po bitvě u Sainte-Marie byl 13. dubna 1799 jmenován generálmajorem. Přispěl k francouzskému vítězství u Hohenlindenu v roce 1801 a zůstal ve službě až do míru z Lunéville.
Poté byl jmenován státním radou (Conseiller d'État). Později byl členem Rady pro válečnou správu (Conseil d'Administration de la Guerre), a to až do roku 1805. V roce 1805 byl jmenován velkodůstojníkem Čestné legie. V roce 1806 ztratil důvěru Napoleona, který ho podezříval, že je součástí spiknutí proti němu. Poté odešel na odpočinek na nemovitost, kterou vlastnil poblíž Auch. Nakonec získal císařskou přízeň zpět, ale do Státní rady se nevrátil. V letech 1808 až 1810 velel divizi ve Španělsku během španělské války za nezávislost. Vyznamenal se v bitvě u Ocaña, při průchodu Sierra Morena a u Despena-Perros. Dobyl také Córdobu.
Do Francie se vrátil v únoru 1811 a zůstal zde až do března 1812, kdy byl jmenován náčelníkem štábu Evžena de Beauharnais, který formoval vojsko pro ruské tažení. V roce 1812, po příjezdu do Smolenska, Dessolles onemocněl a musel se vrátit do Paříže.
Při první restauraci v roce 1814 ho prozatímní vláda jmenovala vrchním velitelem Národní gardy. Hrabě d'Artois ho jmenoval členem Prozatímní státní rady a král ho jmenoval státním ministrem, francouzským pairem a velkým kordonem Čestné legie. Tyto laskavosti byly odměnou za jeho úsilí přesvědčit ruského cara Alexandra I., aby odmítl navrhované regentství císařovny Marie Luisy ve Francii a místo toho podpořil restauraci Bourbonů. Během Sta dní se Dessolles postavil proti Napoleonově návratu k moci. Po císařově definitivním pádu se mu tak otevřela možnost úspěšné politické kariéry v novém, restauračním režimu. Byl jmenován ministrem zahraničních věcí a premiérem v prosinci 1818, byť jeho postavení bylo spíše symbolické a byl někdy nazýván "čestný premiér". V listopadu 1819 odešel do důchodu, znechucen požadavky konzervativců a ultraroajalistů, jimž král Ludvík XVIII. začal ustupovat (i pod hrozbou zahraniční intervence). Od té doby byl zastáncem občanských svobod.
Zemřel v listopadu 1828 na zámku Chateau de Monthuchet a byl pohřben na hřbitově Père-Lachaise.